# Kupiškis

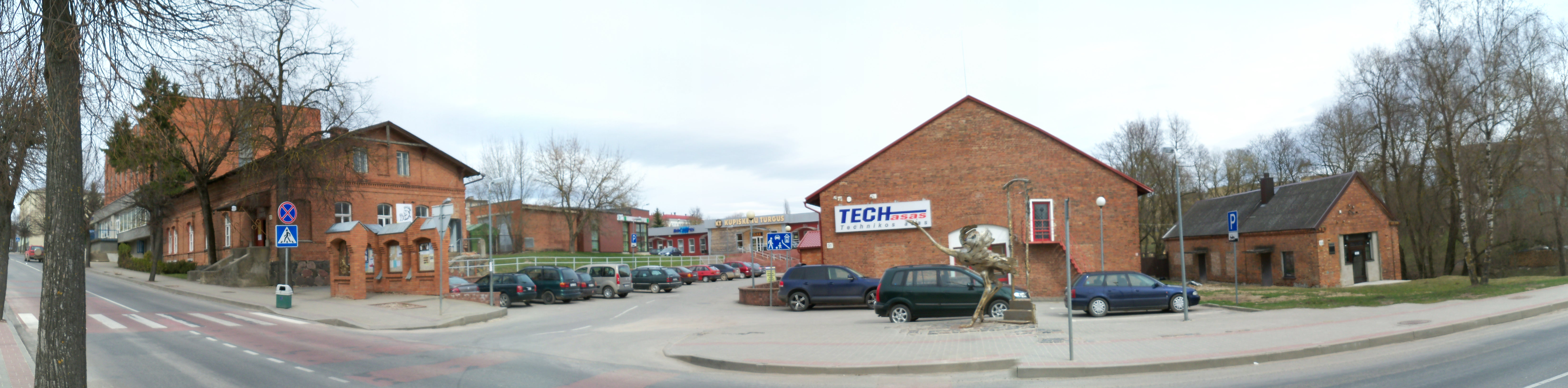
Pohled z ulice Gedimino

Kupiškis je (v pořadí podle velikosti čtvrté z 11 v kraji) okresní město na jihovýchodě Panevėžyského kraje ve východní části severního okraje Litvy. Leží 44 km na východ od krajského města Panevėžys, 153 km na severoseverozápad od Vilniusu. Leží ve východním cípu Mūšo-Nemunėliské nížiny. Městem protékají řeky Lėvuo a Kupa, jejichž soutok je na západním okraji města. Do severního okraje města zasahuje přehradní nádrž na řece Lėvuo, nazývaná Kupiškio marios - Kupiškiské moře, v Litvě třetí největší přehradní nádrž (plocha: 828 ha), na jejímž břehu hnízdí chráněná koliha velká. Jižním okrajem města prochází železniční trať Panevėžys - Kupiškis - Rokiškis - Daugavpils a silnice č. 122 Panevėžys - Kupiškis - Rokiškis - Obeliai - Subate, na kterou navazuje lotyšská silnice č. P70. Dále z Kupiškisu směřují silnice č. 118 Kupiškis - Utena, č. 124 Kupiškis - Vabalninkas - Biržai, silnice Kupiškis - Virbališkiai, Kupiškis - Alizava, silnice místního významu Kupiškis - Rudiliai, Kupiškis - Geležiai, Kupiškis - Pyragai, Kupiškis - Mirabelis a několik cest. Historické centrum města bylo za bojů II. světové války zničeno. Ve městě je etnografické muzeum, neogotický katolický kostel Nanebevzetí Ježíše (postaven roku 1914 na místě staršího z roku 1791, první byl postaven roku 1616, další ještě roku 1746), škola technologicko-podnikatelská, gymnázium Lauryno Stuokos-Gucevičiaus, základní škola Povila Matulionise, ZŠ Kupos, hudební škola, Kupiškiská škola umění, veřejná knihovna, kulturní dům, pošta (PSČ: LT-40001), okresní nemocnice. Na severním okraji města stojí hradiště Aukštupėnų piliakalnis. Přes řeku Kupa vede 8 mostů, z nich 5 pro pěší.

## Sport
- FC Kupiškis fotbalový klub;
- KK Kupiškis basketbalový klub;

## Městské čtvrti
- Paketuriai (severozápadní část města)
- Zuntė (severní)
- Aukštupėnai (severovýchodní)
- Krantinė (levý břeh Kupy),
- Kraštiečiai (jihovýchodní),
- Smilgiai (jihozápadní)
- Račiupėnai (jižní)

## Historie města
Město spadalo do jižního okraje oblasti, obývané Sēly. Odhaduje se, že ve 13. století zde již byl dřevěný hrad. Hrad byl zbořen roku 1240. Poprvé bylo zmíněno roku 1480 v análech Krakovské univerzity, respektive odtud pocházející měšťan Stanislaus Johannis de Cupyschky - Stanislovas Jonaitis z Kupiškisu. 

## Partnerská města
| Město    | Znak | Stát      |
| -------- | ---- | --------- |
| Zgierz   |      | Polsko    |
| Rēzekne  |      | Lotyšsko  |
| Manevyči |      | Ukrajina  |
| Kežmarok |      | Slovensko |